# Reinhold Olesch
Reinhold Olesch (* 24. September 1910 in Zalenze, Landkreis Kattowitz, Oberschlesien; † 23. Juni 1990 in Badorf, Brühl bei Köln) war ein deutscher Slawist und Sprachwissenschaftler. Olesch war ordentlicher Professor für Slawische Philologie und Direktor des Slawischen Instituts der Universität zu Köln. 

## Werdegang
Olesch wohnte kurze Zeit in Zalenze. Nach dem Tode seines Vaters zu Beginn des Ersten Weltkriegs zog seine Familie nach St. Annaberg. Das oberschlesische Polnisch war seine Muttersprache, doch achtete seine Mutter zugleich auf eine gute Beherrschung der deutschen Sprache. Zunächst ging er in Neiße zur Schule, später besuchte er das Matthias-Gymnasium (heute Sitz des Ossolineums) in Breslau, das er 1930 mit dem Abitur abschloss. 
Daraufhin studierte er in Wien Slawische Philologie, Phonetik, Geographie und antike Sprachen (Latein und Altgriechisch), wo er vor allem bei Fürst Nikolai Sergejewitsch Trubetzkoy hörte. Im Wintersemester 1931/1932 studierte er an der deutschen Universität in Prag, wechselte daraufhin aber nach Berlin, wo er bei dem Slawisten Max Vasmer 1935 mit einer Dissertation über die polnischen Mundarten in Oberschlesien promovierte. Die Arbeit wurde 1937 gedruckt, erschien 1968 nochmal als Nachdruck. Nach seiner Promotion erhielt er ein Lektorat für Polnisch an der Universität Greifswald, das ihm aber aus politischen Gründen schon bald wieder gekündigt wurde. Es hieß, seine Doktorarbeit untermauere Polens Anspruch auf Oberschlesien. Seine noch vor dem Zweiten Weltkrieg abgeschlossene Habilitation über den polnischen Dialekt von Annaberg wurde konfisziert und konnte erst 1958/1959 in zwei Bänden veröffentlicht werden.
Olesch gehörte nie der NSDAP an. Zudem war er als Oberschlesier und gläubiger Katholik den Schikanen des NS-Regimes ausgesetzt. Im Oktober 1939 wurde er als Soldat eingezogen und diente bis zum Ende des Zweiten Weltkriegs als Schütze in der Infanterie und in der Nachrichtenaufklärung. Im Jahr 1939 heiratete er. Seine Familie fand gegen Ende des Kriegs Zuflucht in Bayern. Er selbst kehrte 1946 zurück nach Greifswald, wo er 1947 Ordinarius für Slawistik wurde. 1949 wechselte er zur Universität Leipzig. 1953 erhielt er einen Ruf an die Universität Köln, wo ihm die Leitung des Slawischen Instituts anvertraut wurde. Während seiner über 20 Jahre dauernden Tätigkeit machte er das Kölner Institut zu einer der führenden Einrichtungen der Slawistik in Deutschland. 1975 wurde er emeritiert.
Sein Interesse galt insbesondere den „kleinen“ slawischen Sprachen und Dialekten. Olesch erforschte ebenfalls die ausgestorbenen westslawischen Sprachen, wie das Dravänopolabische.
Seine wissenschaftlichen Verdienste wurden anlässlich seines 100. Geburtstags (2010) in einer Gedenkfeier mit Vorträgen an der Universität Köln gewürdigt.

## Veröffentlichungen
- Russische Volksmärchen. Übersetzt von August von Löwis of Menar. Verbesserte und erweiterte Ausgabe von Reinhold Olesch. Verlag Eugen Diederichs, Düsseldorf/Köln 1955.
- Der Wortschatz der polnischen Mundart von Sankt Annaberg, Berlin 1958.